# Jaouad Milani
Jaouad Milani (arab. جواد الميلاني, ur. 17 lipca 1950 w Casablance) – marokański trener piłkarski. Od 2019 roku jest bez klubu.

## Kariera

### Kawkab Marrakesz
Jego pierwszym zespołem, który trenował, był Kawkab Marrakesz.

### Difaâ El Jadida
12 marca 2011 roku został menedżerem Difaâ El Jadida. W tym zespole zadebiutował w roli trenera 23 sierpnia 2011 roku w meczu przeciwko Olympic Safi (2:1 dla swojego zespołu). Łącznie poprowadził zespół z Al-Dżadidy w 34 spotkaniach.
6 maja 2013 roku wrócił do tego zespołu, do 30 czerwca 2013 roku był menedżerem tego klubu w 4 spotkaniach.

### FAR Rabat
1 lipca 2013 roku został menedżerem FAR Rabat. W tym klubie na ławce trenerskiej zadebiutował 23 sierpnia 2013 roku w meczu przeciwko FUS Rabat (0:1 dla rywali FAR). Łącznie zespół ze stolicy Maroka poprowadził w 4 spotkaniach.

### Ittihad Khémisset
26 lutego 2015 roku został menedżerem Ittihad Khémisset. W tym klubie zadebiutował w roli trenera 28 lutego 2015 w meczu przeciwko Difaâ El Jadida (1:0 dla Ittihadu). Łącznie poprowadził ten klub w 10 spotkaniach.

### Kawkab Marrakesz
11 marca 2019 roku wrócił do Kawkabu Marrakesz. Poprowadził ten zespół w jednym meczu.